# Wojna palikowa
Wojna palikowa – incydent na granicy polsko-niemieckiej, do którego doszło w czasie jej wytyczania w terenie 16 lutego 1920 roku.
Autorem określenia wojna palikowa jest Zbigniew Talewski.

## Geneza
Traktat wersalski z 1919 przyznawał Polsce większość Pomorza Gdańskiego; przejęcie tych terenów przez Polaków nastąpiło w pierwszych miesiącach roku 1920. 31 stycznia 59 Pułk Piechoty Wielkopolskiej wkroczył do Chojnic, zaś 2 lutego polscy żołnierze dotarli do Upiłki. Stamtąd udali się bezpośrednio do Borowego Młyna. Za namową mieszkańców tej ostatniej miejscowości, oddział w sile 11 ludzi dokonał rajdu na sąsiednią Wierzchocinę, która miała pozostać w Niemczech. Polacy wzięli do niewoli stacjonujących tam żołnierzy Grenzschutzu (nie doszło do rozlewu krwi), otrzymali jednak rozkaz wycofania się z tej miejscowości. Wśród ludności zaczęło się szerzyć oburzenie i gotowość przejęcia inicjatywy.

## Przebieg
Tak wydarzenia bezpośrednio poprzedzające wojnę palikową relacjonuje Józef Spiczak-Brzeziński:

Dnia 12 lutego 1920 ukazał się urzędowy plakat głoszący wieść, że dnia 16 lutego nastąpi spotkanie pełnomocników do wytyczania linii demarkacyjnej przy jeziorze Gwiazda, gdzie rozchodzą się drogi do Pietrzyków, Wierzchociny i Brzeźna Szlacheckiego. Miejscowi obywatele mogą w tym dniu stawić się na wyznaczone miejsce i wnieść swoje pretensje.(...)
W niedzielę ks. Gończ z ambony opublikował treść plakatu, a od siebie dodał, że wszyscy komu zdrowie na to pozwoli udali się na wyznaczone miejsce, by swą obecnością zademonstrować swoje niezadowolenie z takiego obrotu sprawy(...).
W wymienionym dniu zeszło się mnóstwo ludności w Borowym Młynie, aby udać się nad jezioro Gwiazde. Jedni z wielkim zapałem i gotowością na wszystko, inni z ciekawości co tam się będzie działo. Wyruszono wielką gromadą

Oba kraje reprezentowało po kilku żołnierzy z oficerem na czele. Bernard Gończ przystąpił do rozmowy z dowódcami, starając się odwieść ich od oznaczenia granicy w kształcie, który nie odpowiadał miejscowej ludności. Ci jednak trwali przy wcześniejszych ustaleniach, co jeszcze bardziej podburzyło około trzytysięczny tłum. Sytuację uspokoiło oddanie strzałów ostrzegawczych; strzelali Polacy, co zostało bardzo źle przyjęte przez zebranych.
Wyłoniono sześcioosobową delegację mieszkańców okolicy, na czele której stanął Józef Spiczak-Brzeziński. Wytłumaczył on, że tereny leżące na zachód od wytyczonej linii są miejscowym niezbędne do prowadzenia gospodarki. Negocjacje nie przyniosły skutku; żołnierze niemieccy przystąpili do umieszczania w ziemi słupków granicznych.
Wbite przez Niemców paliki były jednak wyciągane przez Kaszubów, którzy przy użyciu siły (przynajmniej jeden niemiecki żołnierz odniósł wtedy niegroźne obrażenia) fizycznie uniemożliwili dalsze wbijanie słupków. Wobec zaistniałej sytuacji odłożono wytyczanie linii demarkacyjnej.

## Skutki
Delegacja mieszkańców – przy wsparciu starosty chojnickiego – interweniowała w Międzynarodowej Komisji Granicznej, której siedzibą był Toruń. W wyniku tych działań do Polski przyłączono Wierzchocinę, Upiłkę, Brzozowo, Żychce, Ciecholewy, łąki Rosochy oraz tereny leśne z osadami Kobyle Góry, Stary Most i Wieczywno. W granicach Polski znalazło się także całe Jezioro Charzykowskie. Oznaczało to przesunięcie granicy na zachód o ok. 10 km względem pierwotnych założeń. Ostatecznego rozgraniczenia terenu dokonano latem 1920.

## Upamiętnienie

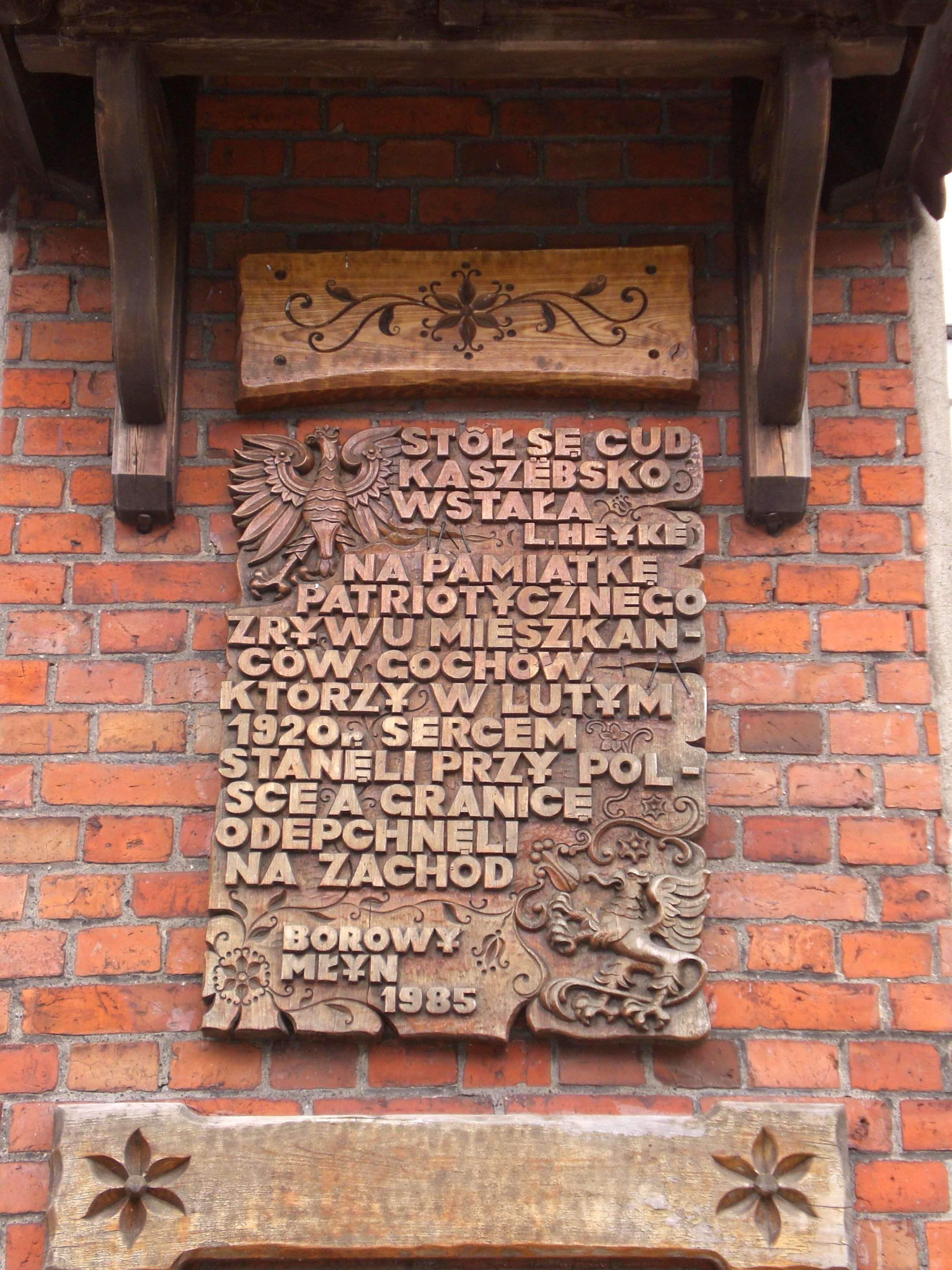
Tablica w Borowym Młynie

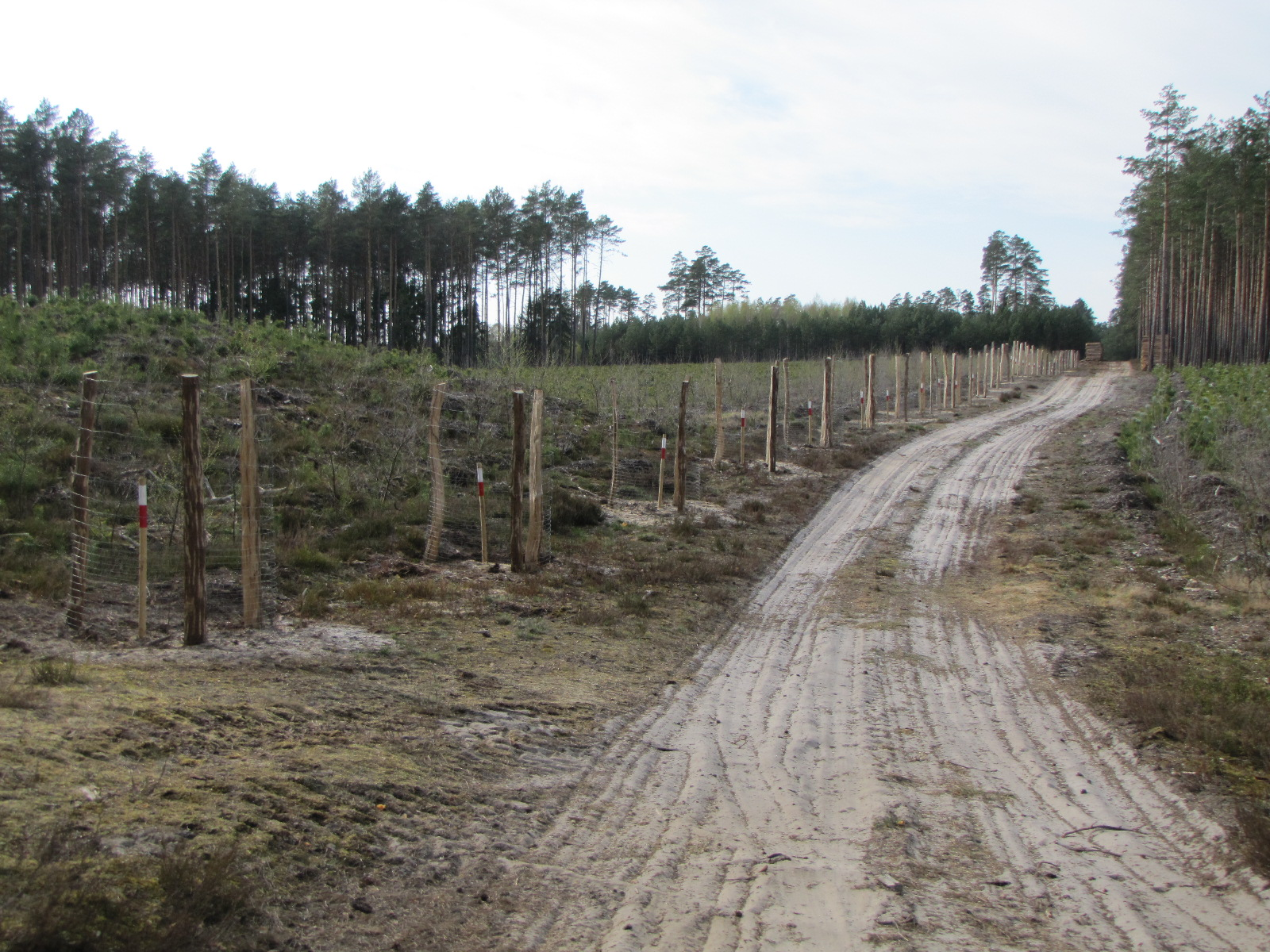
Aleja lipowa zasadzona w miejscu przesuniętej granicy polsko-niemieckiej

W 2008 roku w pobliżu miejsca, gdzie rozegrały się opisywane wydarzenia postawiono Leśną Strażnicę Tradycji i Patriotyzmu. Oprócz uczestników wojny palikowej, upamiętnia ona także mieszkańców okolicy walczących w wojnie polsko-bolszewickiej. Odbywają się tu uroczystości w każdą rocznicę wojny palikowej.
W 2010 roku szkole w Borowym Młynie nadano imię lidera Kaszubów podczas wojny palikowej – ks. Bernarda Gończa. Na budynku placówki od 1985 widnieje tablica upamiętniająca mieszkańców Gochów, którzy (...) granicę odepchnęli na zachód.
W 2018 roku nad jeziorem Lipczyno Wielkie zasadzono aleję lipową w miejscu przesuniętej granicy.
Obchody setnej rocznicy wojny palikowej w 2020 roku objął patronatem Prezydent Rzeczypospolitej Polskiej Andrzej Duda. Wydarzenie potraktowano jako element obchodów 100-lecia odzyskania niepodległości przez Polskę.
27 lutego 2020 r. w Przechlewie odbyła się konferencja poświęcona wojnie palikowej.
Historyczne znaczenie istnienia granicy państwowej na tym terenie znalazło swoje odzwierciedlenie w herbie gminy Lipnica.